# ちいちゃんのかげおくり
ちいちゃんのかげおくりは、あまんきみこによる絵本・童話作品。上野紀子が挿絵を担当。出版社はあかね書房。太平洋戦争の悲惨さを伝える物語として著名であり、それを児童にも伝えるため、小学校の国語の教科書にも掲載された。また、合唱曲なども作られるほどである。1982年に発行、1983年に小学館児童出版文化賞を受賞した。

## あらすじ
主人公の「ちいちゃん」は、父・母・兄と暮らす4人家族。当時は激しい戦時中で、体の弱い父が徴兵される事になり、出征する前日、家族で先祖の墓参りへ行き、その帰り道に透き通るような青い空を見上げた父は、「影送りができそうだ」と発言。彼は少年時代に影送りをよくやったとのこと。家族4人で影送りをすると、まるで記念写真のようだった。
ある時、夏の夜に空襲警報が鳴りひびき、ちいちゃん一家は外へとびだしたが、逃げる途中で、ちいちゃんは家族とはぐれてしまう。

## 登場人物
ちいちゃん
幼い女の子。お父さんに「かげおくり」という遊びを教えられる。お父さんの出征後はお母さんとお兄ちゃんと暮らしていたが、ある夏の夜に空襲警報が鳴り、ちいちゃん一家は空襲から逃れるため外へ飛び出すが、逃げる途中で家族とはぐれてしまう。非常食として「ほしいい（干し飯）」を持っていた。
母親を一人で待っていて死亡。
お父さん
ちいちゃんに「かげおくり」という遊びを教えた。体が弱いが 召集令状が来て戦争に行く事になった。出征の前日に家族揃って「かげおくり」をして「記念写真」を撮り、戦死する。
お母さん
お兄ちゃんとちいちゃんを連れて空襲から逃げようとするが、お兄ちゃんが逃げる途中で転んで足を怪我してしまい、お兄ちゃんをおんぶして、ちいちゃんの手を握って逃げるが、その途中でちいちゃんとはぐれてしまう。空襲で死亡。
お兄ちゃん
お母さんとちいちゃんと空襲から逃げる途中に転んで足を怪我 してしまう。お母さんと同じく空襲で死亡。
知らないおじさん
空襲から逃げる途中に家族とはぐれてしまったちいちゃんを抱きかかえて助けてくれた男性。家族とはぐれてしまったちいちゃんに「お母さんは後から来るよ」と言って聞かせる。その後ちいちゃんがお母さんらしき女性を見つけて「お母ちゃん！」と叫んだのを見て、「見つかったかい？良かった良かった」と言ってちいちゃんと別れる。
はす向かいのおばさん
ちいちゃんの家のはす向かいの家に暮らす女性。ちいちゃんが家族とはぐれた翌朝に偶然出会い、彼女に「お母さんとお兄ちゃんは？」と聞いた後、ちいちゃんと家があった場所 まで一緒に向かった際にちいちゃんが言った「お母さんとお兄ちゃんはお家に戻ってくる」という言葉を聞いて安心して別れる。その際おばさんは「おばさんのお父さんの家に行く」と語っている。

## 絵本
- あまんきみこ『ちいちゃんのかげおくり』〈あかね書房〉1982年8月。ISBN 9784251030115。 - 絵本。